# Silvia Lane
Silvia Tatiana Maurer Lane, (1933-2006), é considerada uma das mais importantes teóricas da Psicologia Social Brasileira. Formada em Filosofia pela USP no ano de 1956, teve a oportunidade de trabalhar no Centro Regional de Pesquisas Educacionais de 1956 a 1960. Com ampla visibilidade nacional e internacional, o seu conjunto teórico é conhecido como "A Escola Crítica de São Paulo". Seus textos são obrigatórios na maioria dos cursos de Psicologia dos países de língua portuguesa e espanhola. De 1980 a 1983, atuou como presidente da ABRAPSO (Associação Brasileira de Psicologia Social), além de ser um dos membros fundadores da mesma.

## Biografia e Contribuições para a psicologia social no Brasil
Silvia nasceu em São Paulo, em 1933. Herdou culturas distantes. A mãe, Apolônia, nasceu na Lituânia. O pai, Willie, um brasileiro filho de suíço-alemão. 
A filha única, com o propósito de tornar-se auto-suficiente, fez um curso técnico de secretariado, na tradicional escola Mackenzie. Aos 19 anos, teve o primeiro contato com a Psicologia, quando ingressou na Faculdade de Filosofia da USP. Três anos depois, ganhou uma bolsa para estudar Psicologia, no Wellesley College, Mass., nos Estados Unidos. Anos depois, já no Brasil, casou-se com Fred Lane, amigo de infância, em 1962. Tiveram quatro filhos.
Silvia Lane não se formou em Psicologia, embora seja amplamente reconhecida por suas contribuições nessa área. O fato de ela não ter sido diplomada nessa área, se deu em função de a solicitação que fizera, para fins de reconhecimento do título no ano em que a profissão fora regulamentada (década de 60), ter sido negada. Nesse período, pesquisadores na área da Psicologia não eram vistos como psicólogos.
Independentemente da questão documental formal, em 1965, pelo fato de ela ser filósofa de formação, começou a lecionar Psicologia Social e Personalidade no curso de Psicologia da Pontifícia Universidade Católica de São Paulo (PUC-SP). Paralelamente a essa função, fazia parte do Instituto de Psicologia dessa mesma universidade. Nesse caso, como pesquisadora do laboratório de Psicologia Experimental, onde eram realizadas as pesquisas em Psicologia Social. Nos anos seguintes, ela própria testemunhou o crescimento da carreira. Foi professora de outras disciplinas, exerceu cargo de chefia de departamento, defendeu tese de doutorado, ministrou palestras e participou de simpósios dentro e fora do Brasil. Além disso, participou da estruturação da faculdade de Psicologia da PUC-SP. Isso ocorreu no mesmo período de tempo em que se deu a desativação do instituto de Psicologia no qual trabalhava. Entre os anos 1971 e 1974, atuou como diretora da faculdade de Psicologia da PUC-SP ao mesmo tempo que desempenhava a sua função de professora de Psicologia Social.
Em 1972 inaugurou o curso de Pós-Graduação em Psicologia Social, o segundo a ser criado no país, projeto este, que começou a ser desenvolvido em 1971 juntamente com Aniela Ginsberg. Para fazer parte desse projeto de implantação da Pós-Graduação em Psicologia Social, trouxeram três renomados professores dos Estados Unidos, sendo, um deles, Karl Scheibe, que fez parte da equipe por dois anos.
Ainda em 1972, Silvia completou o Programa de Doutorado em Psicologia da PUC-SP defendendo a tese: O Significado Psicológico nas Palavras. Em seu trabalho, apresentou leituras e entrevistas fundamentadas em Chomsky e discordando das mesmas. Compreendeu, portanto, que a sua área de interesse não era a semiologia, mas a Psicologia da Linguagem.
De certa forma, a Psicologia Social no Brasil era uma reprodução do constructo acadêmico instituído nos Estados Unidos, e na França, com pouquíssimo material traduzido para o português. Diante da escassez de base teórica escrita em língua portuguesa, Silvia Lane passou a investir esforços na tradução diversos textos franceses e estadunidenses. Além disso, incentivava os colegas de trabalho a realizarem pesquisas mais profundas na área, bem como orientava os alunos para que realizassem entrevistas diretas às pessoas que transitavam pelas ruas. Silvia Lane também aproveitou o contexto das histórias em quadrinhos nacionais, já existentes, para promover discussões acerca da teoria aliada ao conhecimento prático das entrevistas. Com essa metodologia, Lane passou a desenvolver, de maneira original, uma Psicologia Social aplicada à realidade brasileira.
Na área da Pós-Graduação, Silvia Lane apresentou a mesma metodologia que incentivava na graduação, isto é, a construção da ciência psicológica adaptada ao contexto brasileiro e latino-americano. Para isso, também contava com o apoio de leituras críticas de teorias clássicas e contemporâneas, bem como, com suporte em pesquisa. Foi coordenadora desse programa de 1977 a 1982 e de 1987 a 1989. Além disso, vice-coordenadora entre os anos de 1975 a 1977 e 1998 a 1999.
Silvia Lane foi aprovada por meio de concurso como professora titular, do departamento de Psicologia da PUC-SP. Ela ocupou esse cargo até o momento de seu falecimento. Nessa universidade foi influente ministrando aulas, orientando alunos, bem como coordenando o núcleo de Estudos e Pesquisa sobre Atividade, Consciência, Linguagem, Pensamento e Emoção. Se destacaram entre as disciplinas ministradas por Lane: Psicologia da Linguagem, Problemas Filosóficos na Investigação Científica em Psicologia, Leitura Crítica em Psicologia Social (Politzer, Skinner e Leontiev), Processo Grupal, A mediação da Linguagem e das Emoções no Psiquismo Humano. Houve destaque, também, nas atividades que realizou no Laboratório do Programa de Psicologia Social de modo a transformá-lo em um centro de debates interdisciplinares, bem como na divulgação da Pesquisa Participante e da Psicologia Comunitária.
No período de atuação na Pós-Graduação, orientou 41 dissertações de mestrado e 29 teses de doutorado, tendo com isso, capacitado docentes e pesquisadores para universidades de todas as regiões do país. Ainda na PUC-SP, foi diretora do Centro de Ciências Humanas (1982 a 1984) e, em 1984, assumiu a vice-reitoria acadêmica. Também participou da Associação de professores da PUC-SP (APROPUC), sendo uma das fundadoras e vice-presidente no período de 1976 a 1978.
Sua atuação teve especial importância em 1968, período da ditadura militar no Brasil. Teve grande participação para transformar as áreas de ensino em espaços de reflexão crítica e do desenvolvimento do potencial da ação transformadora, mantendo o rigor científico. Neste ano de 1968, as universidades brasileiras tiveram suas atividades paralisadas como protesto à ditadura. Na PUC-SP foi realizado um processo para tentar contornar a situação de ensino, trazendo novas formas de experiências e articulando com necessidades sociais, as quais implicaram em modificações definitivas ao currículo regular do curso e método de ensino.
Silvia Lane foi membro fundador da ALAPSO (Associação Latino Americana de Psicologia) e criou e foi eleita presidente da Associação Brasileira de Psicologia Social (ABRAPSO). Teve grande presença no Encontros Internacionais realizados pela Sociedade Interamericana de Psicologia (SIPI), trazendo em pauta a necessidade de uma Psicologia Social Latino Americana, aplicada no contexto de cada país. No ano seguinte, publicou o primeiro livro: O que é Psicologia Social.
A ABRAPSO foi fundada em 10 de julho de 1980, na Universidade Estadual do Rio de Janeiro. Lane foi presidente até 1983, sendo membro ativo até seu falecimento. A primeira publicação da ABRAPSO veio em forma de boletim em 1980, transformando-se, em janeiro de 1986, na Revista Psicologia e Sociedade. Silvia Lane participou como uma das editoras desta revista até o momento de sua morte.
Em 1982 foi realizada uma viagem pela América Latina, financiada pelo CNPq, com intuito de expandir seu conhecimento psicossocial, conhecendo a produção de outros países. Fizeram parte do roteiro: Peru, Venezuela, Colômbia, Equador, México, Cuba e Porto Rico. Essa viagem trouxe influência do teórico Martin-Baró para seu pensamento.
Outras influências vieram do Laboratório de Psicologia Social de Paris, com Pecheux, Pagés e Poitou, que produziam reflexões teórico-metodológicas sob a ótica marxista, bem como, por meio de Denise Jodelet e Moscovici, da Escola de Altos Estudos em Ciências Sociais de Sorbonne, autores da teoria das representações sociais.
Dois psicólogos latino-americanos tiveram influência no pensamento de Lane: Mario Golder (Universidade de Buenos Aires) e Fernando Gonzalez Rey (Universidade de Havana). Ambos fizeram doutorado na Rússia e foram orientados por discípulos da escola soviética que se utilizava das ideias de Vygotsky, Luria e Leontiev. Isso proporcionou a atualização da forma como se utilizava o materialismo histórico, e dialético, na psicologia Social.
Com o amadurecimento profissional, veio, também, o reconhecimento no Brasil e no exterior. Em 1995 foi homenageada, pela ABRAPSO, por sua contribuição de 30 anos dedicados à Psicologia Social Brasileira.Em 1999, Sílvia Lane recebeu Menção Honrosa, no XXVI Congresso Interamericano de Psicologia, pelo melhor artigo publicado na Revista Interamericana de Psicologia, no período de 97-98. Dois anos depois, na XXVII edição do congresso, ela recebeu da Sociedade Interamericana de Psicologia, o prêmio concedido aos pesquisadores que contribuem decisivamente ao desenvolvimento da Psicologia Latino-Americana.
Silvia Lane publicou, aproximadamente, 56 textos e 4 livros.

## Livros Publicados
- Lane, Silvia Tatiana Maurer. (1981) O que é Psicologia Social. São Paulo: Brasiliense.

- Lane, Silvia Tatiana Maurer e Codo, Wanderley. (orgs.) (1984) Psicologia Social. O Homem em movimento. São Paulo: Brasiliense.

- Lane, Silvia Tatiana Maurer e Sawaia, Bader B. (orgs.) (1995) Novas veredas da Psicologia Social. São Paulo: EDUC e Brasiliense.

- Lane, Silvia Tatiana Maurer e Araújo, Y. (orgs.) (2000) Arqueologia das emoções. Petrópolis: Vozes